# Duronia curta
Duronia curta är en insektsart som beskrevs av Boris Petrovich Uvarov 1953. Duronia curta ingår i släktet Duronia och familjen gräshoppor. Inga underarter finns listade i Catalogue of Life.